# Lamprometopia concavatogena
Lamprometopia concavatogena är en tvåvingeart som beskrevs av Thomas Pape 1986. Lamprometopia concavatogena ingår i släktet Lamprometopia och familjen köttflugor.
Artens utbredningsområde är Namibia. Inga underarter finns listade i Catalogue of Life.